# Михаил Толстой
Михаил Павлович Толсто̀й (от руски:Михаил Павлович Толсто̀й) е руски офицер, генерал-майор. Участник в Руско-турската война (1877 – 1878).

## Биография
Михаил Толстой е роден е на 27 май 1845 г. в семейството на потомствен дворянин, граф от рода Толстой, сроден с рода Рюрих. Посвещава се на военното поприще. Завършва Пажеския корпус. Произведен е в първо офицерско звание подпоручик с назначение в лейбгвардейския Хусарски полк (1865). Преминава през всички строеви длъжности в полка: флигел-адютант (1868), командир на ескадрон, дивизион и полк (1870 – 1875). Повишен е във военно звание полковник от 1875 г.
Участва в Руско-турската война (1877 – 1878). Назначен е за командир на 3-та бригада от Българското опълчение, а в хода на действията на 1-ва бригада. Отличава се в боевете при Никопол и в битката при Стара Загора. Награден с Орден „Свети Владимир“ IV ст.
Полковник Михаил Толстой е сред най-забележителните герои при отбраната на Шипченския проход (21 – 26 август 1877). Назначен е на най-опасната и предна отбранителна линия: връх Свети Никола – Орлово гнездо. Ротите на Българското опълчение и Тридесет и шести пехотен орловски полк под негово командване издържат с храброст и чест най-яростните османски атаки и успешно задържат позицията. Награден е с Орден „Свети Георги“ IV ст. и златно оръжие „За храброст“.
След войната продължава службата в Руската армия. Командир на 15-и Тверски драгунски полк, командир на бригада във 2-ри кавказки кавалерийски корпус. През 1882 г. Излиза в оставка с повишение във военно звание военно звание генерал-майор от 1882 г.
Заселва се в Тамбовска губерния, където е родовото имение на съпругата му Олга Александровна. Строи в Санкт Петербург внушителна многоетажна сграда, известна днес като Толстовский дом. Пред 1902 г. посещава България в състава на официалната руска делегация за откриването на храм-паметника „Рождество Христово“ при село Шипка, построен в памет на загиналите руски и български войни в епичните боеве при Шипка и Шейново“.

## Семейство
- баща – Павел Дмитриевич граф Толстой,
- майка – София Егоровна графиня Толстова,
- съпруга – Олга Александрова графиня Толстова,
- син – Павел Михайлович граф Толстой,
- син – Виктор Михайлович граф Толстой,
- син – Александър Михайлович граф Толстой,
- дъщеря – Олга Михайловна фон Клугенау,
- дъщеря – София Михайловна графиня Толстова[1]